# Айдамак, Алим Азамат-оглу
Алим Азамат-оглу Айдамак (крымскотат. Alim Azamat oğlu; 1816, Копырликой, Таврическая губерния — не ранее 1849) — крымскотатарский народный герой. Известен в литературе как благородный разбойник, отдававший награбленное в пользу бедных.

## Биография
Родился в 1816 году в деревне Копырликой в семье крестьянина. Проживал в городе Карасубазар.
Образ Алима обрёл романтическую окраску, а его биография обросла легендами. В литературе он получил образ благородного разбойника, отдававшего награбленное бедным. В Государственном архиве Крыма хранятся 127 листов, собранных полицией, состоящих из судебных жалоб, рапортов, прошений о поимке Алима на имя таврического губернатора Владимира Пестеля.
В 1847 году чёрно-белый портрет Алима нарисовала художница Леони Лелоррен. На данный момент картина хранится в Феодосийском краеведческом музеи.
В различных источниках в качестве даты смерти Айдамака приводится 1849 год.

## В культуре
Жизни Алим Айдамака посвящён ряд художественных произведений: роман «Алим — крымский разбойник» Н. А. Попова (1895), пьеса «Алим крымский разбойник» Алексея Козлова (1897), пьеса «Татарский джигит Алим Азамат-оглу» Владимира Карпова-Крымского (1910), произведение «Гордость Крыма — розбойник Алим» Михаила Шевлякова (1912), рассказ «Разбойникъ свать» Спиридона Качиони (1914), пьеса «Алим» Умера Ипчи (1925), поэма «Долина эха: Крымская легенда» Феодосия Ференца-Соколовского (1928), романы «Алим» и «Алим сел на коня» Юсуфа Болата (1940 и 1980), роман «Алим — крымский джигит» Ризы Фазыла (2005).
Алиму посвящён ряд народных песен, среди которых «Мен Къарасувгъа тойгъа да бардым», «Алим», «Эй агъалар, мен Алимнинъ…».
Первая экранизация легенды о Айдамаке «Алим — крымский разбойник» была снята в 1916 году режиссёром Вячеславом Висковским. Роль Алима исполнил Сергей Ценин. Через 10 лет фильм «Алим» снял Георгий Тасин, где главную роль исполнил Хайри Эмир-Заде.
В 2015 году кандидат филологических наук Тамила Сеитягъяева защитила диссертацию, посвящённую образу Алима в крымскотатарской литературе.

## Память
Имя Алима увековечено в названии балки и пещеры, где по легенде он скрывался от властей. Именем Алима Айдамака названы улицы в микрорайоне Исмаил-Бей города Евпатории и селе Тепловка
В селе Черемисовка (ранее — Копырликой), где родился Алим, 22 января 2005 года был установлен памятник Айдамаку